# 梶谷隆幸
梶谷 隆幸（かじたに たかゆき、1988年8月28日 - ）は、島根県松江市出身の元プロ野球選手（外野手、内野手）。右投左打。

## 経歴

### プロ入り前
松江市立持田小学校4年生の時に「持田ボンバーズ」で軟式野球を始める。松江市立第二中学校野球部を経てクラブチームの乃木ライオンズシニアに所属。開星高等学校への進学後は、3年夏の第88回全国高校野球選手権大会に「1番・遊撃手」として日大山形高校との初戦に臨んだが、2-6で敗れた。
2006年9月25日に行われた高校生ドラフト会議では、横浜ベイスターズから3巡目で指名を受け、契約金4500万円、年俸500万円（金額は推定）という条件で、内野手として入団。背番号は63。

### 横浜・DeNA時代

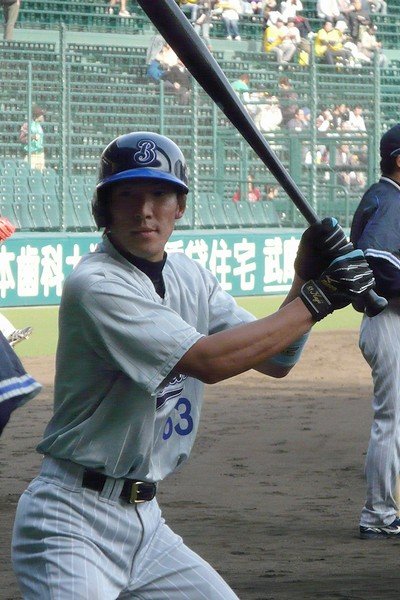
横浜時代（2009年 阪神甲子園球場）

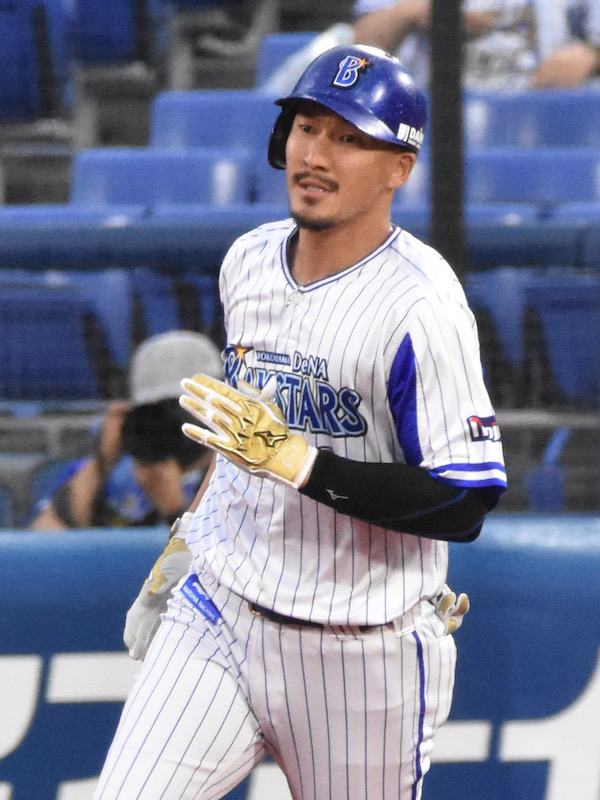
DeNA時代
（2020年7月23日 横浜スタジアム）

2007年は、一軍公式戦の出場機会はなく、イースタン・リーグ公式戦でも、52試合の出場で打率.136に終わった。
2008年は、イースタン・リーグ公式戦で、遊撃手のレギュラーに定着。84試合の出場で、打率.250、19打点、14盗塁という成績を残したが、2年続けて一軍への昇格を見送られた。
2009年は、4月9日の対読売ジャイアンツ戦（横浜スタジアム）で、二塁の守備要員として出場したことを皮切りに、一軍公式戦22試合に出場。4月26日の対東京ヤクルトスワローズ戦（明治神宮野球場）に「2番・二塁手」として一軍公式戦初スタメンを経験すると、初盗塁も記録した。4月30日の対阪神タイガース戦（阪神甲子園球場）では、久保康友から初本塁打を記録した。
2010年は、一軍公式戦での出場はわずか5試合（4打数0安打）にとどまったが、イースタン・リーグ公式戦では、湘南シーレックス史上最多のシーズン33盗塁を達成。同リーグの盗塁王も獲得した。
2011年は、故障などの影響で一軍公式戦への出場機会はなく、イースタン・リーグ公式戦でも、盗塁数を大幅に減らすなど成績を落とした。シーズン終了後には、金本知憲・野村謙二郎や新井貴浩・良太兄弟も通う広島市内のトレーニングジム「アスリート」で、肉体改造に勤しんだ（詳細後述）。
2012年は、この年から一軍監督に就任した中畑清が「機動力野球」という方針を掲げたことを受けて、オープン戦で17試合に出場。打率.347（セ・パ12球団の規定打席到達者中6位）、12球団トップの13盗塁という好成績を残したため、3月30日には阪神との開幕戦（京セラドーム大阪）に「1番・遊撃手」としてスタメンに起用された。開幕後もスタメンでの起用が続いたが、二軍降格を経験するなど、深刻な打撃不振に陥った。結局、一軍公式戦では、80試合の出場で打率.179と低迷。そのため、秋のみやざきフェニックス・リーグでは、中畑から直々に指導を受けた。
2013年は、レギュラー二塁手・内村賢介のバックアップ要員として迎えた前半戦に、守備・走塁でボーンヘッドを連発したため、一時は二軍調整を余儀なくされた（詳細後述）。再昇格後に復調したものの、7月11日の対広島東洋カープ戦（横浜）で、二塁へのスライティング中に右足首を痛めて戦線離脱。しかし、戦線に復帰した8月には、81打数33安打、打率.407、8本塁打、22打点という好成績で打線を支えた。終盤には成績を若干落としたが、シーズン全体では、一軍公式戦77試合に出場。規定打席には届かなかったものの、打率.346、7盗塁、チーム2位の16本塁打を記録した。シーズン終了後の11月には、台湾で催された「2013 BASEBALL CHALLENGE 日本 VS チャイニーズ・タイペイ」に、日本代表の一員として全3試合にスタメンで起用。7打数3安打2打点という成績を残した。
2014年は、この年から外野手に転向すると共に、背番号を3に変更。開幕から主に、「3番・右翼手」として起用された。5月下旬から調子を落とすと、6月には、月間打率.151、8安打と低迷したが、7月には、打率.368を記録するなど復調した。ユリエスキ・グリエルが5月下旬に入団すると、シーズン後半には1番打者を任せられる試合が増えた。さらに、荒波翔の故障離脱や金城龍彦の不振により、中堅手としての起用も増加し、シーズン通算では一軍公式戦142試合に出場するとともに、39盗塁で盗塁王のタイトルを獲得した。自身初めての規定打席到達も果たしたが、打率（.263）が前年を下回ったほか、リーグワースト3位の135三振を喫した。しかし、守備では両リーグ2位のUZR11.2、補殺も8という成績を記録した。
2015年は、主に「3番・右翼手」としてレギュラーに定着するとともに、チームの前半戦首位ターンに貢献。前半戦終了後のオールスターゲームには、自身およびチームの好調を背景に、セントラル・リーグ外野手部門のファン投票3位で初出場を果たすと、2戦連続で先発出場し、2戦合計で4安打3打点を記録した。2打席連続で適時打を放った第2戦では敢闘選手賞を受賞した。一軍公式戦全体では134試合に出場し、打率.275、3年連続の2桁本塁打（13本塁打）、リーグ2位の28盗塁、リーグトップの得点圏打率.352を記録した。守備でもUZRで両リーグ2位の7.6、補殺8という好成績を収めた。シーズン終了後には、推定年俸8300万円（3700万円増）で契約を更改している。11月に開催の第1回WBSCプレミア12では、なお、シーズン中の7月16日に第1回WBSCプレミア12日本代表の第1次候補へ入ったことが発表されたが、シーズン後に開かれた大会では登録されなかった。
2016年は、中畑に代わり一軍監督へ就任したアレックス・ラミレスが、「2番・中堅手」として起用することを明言。2月の春季キャンプ中には、3月開催の「侍ジャパン強化試合 日本 vs チャイニーズタイペイ」に向けて、日本代表に再び選出された。しかし、一軍キャンプ中盤の守備練習でフェンスへ激突。その影響で故障（球団の発表では「左脇腹の筋肉炎」）したため、キャンプを離脱したうえで、前述の日本代表を辞退した。実際には肋骨・筋肉の損傷や骨挫傷を伴う重傷で、3月中旬の調整中に患部を再び痛めたことから、一軍への再合流は5月4日の対ヤクルト戦（横浜）まで持ち越された。梶谷自身は、4番と8番以外の全打順を経験したほか、シーズン中盤以降は前年に続いて右翼手に起用された。その結果、自己最多の18本塁打を記録するなどの活躍で、チームを史上初のクライマックスシリーズ（CS）進出へ導いた。CSでは、巨人とのファーストステージ第1戦（10月8日）で、3回表にマイルズ・マイコラスからCS初となる本塁打と打点を記録した。ファーストステージ第3戦で内海哲也から死球を受けて左手薬指を骨折したが、チームは広島とのファイナルステージへ進出。全5試合に出場しながら骨折をものともしないプレーで奮闘したが、チームは1勝4敗で日本シリーズへの進出を逃した。特に10月15日の第3戦では、5回表の打席で勝ち越しの適時打を放つと、3点リードの8回裏二死満塁で迎えたピンチでは新井貴浩の飛球を右翼ファウルゾーンでダイビングキャッチ。攻守にわたる活躍によって、チームにステージ唯一の勝利をもたらした。出場時には痛み止めを服用し、添え木で薬指と小指を固定しながら打席に立ち、愛用していたグラブの小指付近を切って穴を開けて指に負担がかからないようにするなど満身創痍であった。
2017年は、チームの優勝と25本塁打・40盗塁の達成を目標に春季キャンプへ臨んだ。持病のぎっくり腰がオープン戦の期間中に再発したものの一軍公式戦の開幕から「2番・右翼手」としてスタメンに起用された。しかし、「梶谷を下位の打順で自由に打たせたい」というラミレスの意向も背景に、7月2日の対巨人戦（東京ドーム）以降は、捕手の起用状況に応じて6番打者や7番打者で起用されることもあった。レギュラーシーズン全体では、一軍公式戦137試合の出場で、リーグ最多の157三振を記録。最終打率も.243にとどまったが、21本塁打・21盗塁で、チームの2年連続CS進出に貢献した。DeNAの選手が一軍公式戦で同じシーズンに20本塁打と20盗塁を達成した事例は、大洋ホエールズ時代の桑田武（1959年・1961年）および、横浜大洋ホエールズ時代の長崎慶一（1978年）に次いで4例目である。ポストシーズンでは、阪神とのCSファーストステージ（甲子園）3試合で打率が.538（13打数7安打）にまで達すると、チームが19年ぶりの日本シリーズ進出を決めた広島とのファイナルステージ第5戦（10月24日・マツダ）8回表に2点本塁打を記録。福岡ソフトバンクホークスとの日本シリーズでは、「2番・右翼手」として出場した10月29日の第2戦（福岡ヤフオク!ドーム）6回表に、東浜巨からソロ本塁打を放った。DeNAの選手による日本シリーズでの本塁打は、埼玉西武ライオンズと対戦した横浜ベイスターズ時代の1998年第5戦（西武球場）9回表にロバート・ローズが放って以来であった。日本シリーズ第6戦では延長11回裏に、二死一・二塁から川島慶三が放ったゴロを前進守備で処理した後に本塁へ悪送球。このプレーがソフトバンクのサヨナラ勝利につながったため、チームは2勝4敗で19年ぶりのシリーズ制覇を逸した。それでも、12月6日の契約交渉では、推定年俸1億2800万円（前年から3500万円増）で契約を更改した。
2018年は、右肩の状態が思わしくなかったことから、キャンプを二軍で過ごした。オープン戦から一軍へ合流したものの、終盤に右の背筋を痛めたことや、神里が好調だったことから公式戦の開幕も二軍でスタート。4月26日の対広島戦（横浜）から一軍に復帰したが、当初は右翼手として神里と併用されていた。この年に入団したネフタリ・ソトを「2番・右翼手」としてスタメンに固定する方針を首脳陣が打ち出したことを機に、5月中旬から「1番・中堅手」として再スタート。ソトとの1・2番コンビで3割近い打率（.290）と6本塁打を記録したが、腰痛を発症したため、6月7日付で出場選手登録を抹消された。7月16日から一軍へ復帰したが、8月1日の対巨人戦（横浜）2回裏の打席で吉川光夫から死球を受けた際に右手の尺骨を骨折。翌8月2日に登録を再び抹消されると、8月20日に右肩のクリーニング手術を受けたため、手術後は実戦へ復帰せずリハビリへ専念した。一軍公式戦への出場はわずか41試合で、打率.268、8本塁打、18打点、5盗塁。5年ぶりにセ・リーグの最終規定打席を下回ったほか、本塁打も6年ぶりに1桁にとどまった。シーズン終了後の契約交渉では、1億円プレーヤーになった前年から3200万円減の年俸（推定9600万円）で契約を更改した。
2019年は、前年に右肩の手術を受けたことを踏まえて、春季キャンプでは二軍で調整。キャンプ終盤の2月25日に組まれた中日との練習試合で、指名打者ながら、前年8月1日の対巨人戦（前述）以来の実戦復帰を果たした。レギュラーシーズンでは、一軍の開幕戦に「1番・中堅手」としてスタメンに起用されながら、序盤戦で1安打しか放てず、打率.038を記録するほど打撃が低迷。5月上旬からは、二軍での調整を余儀なくされた。調整中にイースタン・リーグの公式戦で13本塁打を放つなど復調したことから、8月23日に一軍へ復帰すると、同日の対巨人戦（東京ドーム）に「1番・右翼手」としてスタメンで出場。9月19日の対広島戦（横浜）では、4点ビハインドの6回裏一死満塁で代打に起用されたところ、一軍公式戦通算100号本塁打を九里亜蓮からマーク。このような夏場以降の活躍でチームの2年ぶりCS進出を後押ししたものの、球団からの評価は厳しく、シーズン終了後の12月4日には前年から2200万円減の推定年俸7400万円で契約を更改した。
2020年は、2年連続で一軍公式戦の開幕スタメンに「1番・中堅手」として名を連ねたことを皮切りに、シーズンを通して高い打率をキープ。8月中旬に左かかとの打撲で一時欠場したものの、開幕から2か月余りの間に、一軍公式戦としては自身3年ぶりのシーズン2桁本塁打を達成した。NPBの規定によって、8月21日付で国内FA権を初めて取得。一軍公式戦27試合に出場した9月には、7試合で猛打賞を達成したほか、通算で42安打を放って球団の月間最多安打記録を樹立した。10月18日の対巨人戦（横浜）では、7回裏の打席で満塁本塁打（詳細後述）、続く8回裏の打席で2点本塁打を放って最大6点差からの逆転勝利に貢献するとともに、一軍公式戦としては自身7年ぶりの1試合6打点を記録している。さらに、シーズン終盤は佐野との間で首位打者争いを展開。結局は4番打者の佐野に軍配が上がったものの、リーグ2位の打率.323、19本塁打、53打点というキャリアハイの成績を残した。
2020年シーズン終了後の11月27日に、国内FA権を行使することを表明。12月5日付で、フリーエージェント宣言選手としてNPBから公示された。DeNA球団は宣言したうえでの残留を認めているが、梶谷が他球団の評価を聞く意向を示したことから、巨人が獲得の意向を表明。梶谷も公示の2日後（12月7日）から巨人との交渉に臨んだ。

### 巨人時代
2020年12月14日、梶谷と同じくDeNAからFA宣言をしていた井納翔一とともに入団記者会見が開かれ、4年契約で推定総額8億円、背番号は13となった。DeNA時代にはトレードマークともなっていたヒゲを剃って会見に臨んだ。移籍の理由として、当時の巨人監督の原辰徳から直接「前々からずっと欲しかった。トレードで欲しいという話は何度かしていたが、今回FAになったので手を挙げた」ということを言われ、また2024年に引退した際には「同学年の坂本勇人と一緒に野球をやりたいという思いも（移籍した）理由の1つだった」と語っている。
移籍に伴い、人的補償としてDeNAに田中俊太が移籍した。
2021年は、3月27日の対DeNA戦（東京ドーム）では7回二死満塁の打席で笠井崇正から移籍後初安打・初本塁打となる満塁本塁打を放った。5月23日の中日ドラゴンズ戦の守備中に左太ももを負傷し途中交代、5月23日に登録抹消。6月22日のDeNA戦で一軍復帰を果たした。7月10日の阪神戦で死球を受け途中交代、右第3中手骨骨幹部骨折と診断された。復帰を目指していた9月7日に腰痛を発症し、10月27日に腰椎椎間板ヘルニアの手術を受けた。移籍1年目は故障が続き、61試合出場、打率.282、4本塁打、23打点にとどまった。4年契約の1年目を終え、オフに現状維持の2億円で契約を更改した。
2022年、前年の手術の影響で、春季キャンプは新設された「立ち上げ班」からのスタートとなり、別メニュー調整となった。3月中の実戦復帰を目指し順調な調整をつづけていたが、その3月に入ると左膝の不調を訴え、5月12日に左膝内側半月板の縫合手術を受けたため、同年中の復帰は絶望的となった。
10月23日に自由契約公示され、12月14日に育成契約への切り替えと背番号の005への変更が発表された。これにより球界では初の年俸1億円を越える育成選手となった。
2023年は、3月24日に支配下復帰。背番号は育成契約以前同様13となった。開幕2戦目となった4月1日の中日戦では「1番・左翼手」で2021年7月10日の阪神戦以来630日ぶりの先発出場を果たし、2安打を打ち、2021年7月8日の中日戦以来632日ぶりとなる安打となった。4月17日に一軍登録を抹消されるも、5月5日に一軍復帰した。6月は、2日の対北海道日本ハムファイターズ戦（東京ドーム）では5回一死無走者の打席で鈴木健矢から2021年4月27日の対ヤクルト戦（明治神宮野球場）以来766日ぶりとなる本塁打、15日の対西武戦（東京ドーム）では2-2の同点で迎えた延長10回一死一・二塁の打席で平井克典から移籍後初のサヨナラ打となるサヨナラ二塁打を放ったが、21日に再び出場選手登録を抹消。7月2日に一軍に再昇格すると、通算1000試合出場を迎えた同月5日の対中日戦（バンテリンドーム ナゴヤ）で延長12回一死二・三塁の打席で祖父江大輔から決勝2点適時打を放った。8月は月間打率.338の成績を残すが、29日に発熱のため、特例2023で出場選手登録を抹消される（9月1日に復帰）。
2024年は、開幕戦である3月29日の対阪神タイガース戦に「3番・右翼手」で先発出場。3回の表に森下翔太の打球をダイビングキャッチで捕球し、即座に送球してダブルプレーを成立させ、5回の裏には自身と相性の良い青柳晃洋からチーム1号となる2点本塁打を放つなど、チームの好発進に大きな貢献を果たした。しかし、4月3日にはコンディション不良で登録抹消。1か月後の5月3日に再び一軍登録されたが、4日後の5月7日に、古傷である左膝の不調により登録抹消された。この年、チームは4年ぶりのリーグ優勝を果たし、自身初のリーグ優勝を経験した。オフの10月22日に引退を発表した。引退会見では「18年本当に幸せだったなというのが強くて、なかなかこれだけ長くやれる方も少ない中で、厳しい世界の中で、自分はこうやって自分なりにやってきて18年間できたことは誇りに思っていますし、本当に満足というか、やりきったという気持ちですね」と晴れやかな表情で語り、巨人に来た理由に同学年の坂本勇人と一緒に野球をやりたいという思いも理由の一つだったと明かし、梶谷は「（坂本）彼と一緒にプレーできたことは本当に楽しかったしうれしかったですね」と話した。また、引退会見にサプライズで、坂本勇人、長野久義、オコエ瑠偉、菅野智之、小林誠司、重信慎之介、立岡宗一郎、門脇誠、大城卓三、浅野翔吾が登場し、梶谷はたくさんの花束を手に笑顔を見せ、引退会見を終えた。

### 引退後
引退後は「コーチ、解説者など野球に関する仕事は断った。基本的に野球以外のことをする。ビジネスなど自分一人で何かしたい。考えている途中だ」と述べている。

## 選手としての特徴
レギュラー外野陣の一角に定着した2014年から2017年までに、4シーズン続けて一軍公式戦で10本塁打・20盗塁を達成するなど、走塁・攻撃・守備のバランスに優れる。高い身体能力の持ち主で、横浜への入団記者会見（2006年12月11日）ではY字バランスを披露した。
2011年のオフシーズンには、「アスリート」でのトレーニングによって、体重を74kgから80kg、除脂肪体重を67.4kgから73.6kg、体脂肪率を9.0％から8.0％にそれぞれ増減させた。「アスリート」の平岡洋二代表は、梶谷について「150人に迫るプロ野球選手の指導歴の中でもトップクラスの肉体。3割・30本塁打・30盗塁のトリプルスリーさえ達成可能な、無限の可能性を秘めた肉体である」と語っている。特に、筋力がその身体能力の裏付けとなっており、スクワットは190kg・ベンチプレスは110kgを記録している。これは体重当たりの筋力に換算すると、2.35倍・1.35倍となり、平岡によればこれまで指導してきたプロ野球選手の中でもトップクラスである。

### 打撃
打撃面では強く振ることを信条としていることもあって、三振が多い傾向にある。2017年には157三振を記録し、セ・リーグの三振王となった（パ・リーグと合わせても1位）。
2016年からDeNAの一軍監督として「梶谷の2番起用構想」を掲げているラミレスは、梶谷を2番打者に据えるメリットに、「犠打の指示を出さなくても、持ち前の長打力によって早い回で得点を取ったり、3番・4番打者につないだりすることができること」を挙げている。もっとも同年には、梶谷が前述した故障でレギュラーシーズンの開幕に出遅れたことなどから、2番打者として起用された公式戦が8試合にとどまった。その一方で、3番打者として47試合、6番打者として21試合、1番打者として16試合、7番打者として9試合に出場するなど、4番と8番以外の全打順を経験した。梶谷自身は、このような起用について、「状態に応じて配慮してもらっていました。正直、レギュラー落ちも覚悟していたので、（ラミレスには）感謝しています」と述懐。その一方で、「僕自身、打順はあまり意識していない。1番じゃなければ、正直何番でもいいんです」「僕は多くは考えませんから（笑）。ただ打てばいいと思っている。だから2番に難しさは正直感じていません」とも述べている。

### 走塁・守備
走塁面では、50m走5秒7の俊足が持ち味であり、2014年シーズンから4年連続で20盗塁を記録。2014年には、39盗塁でセ・リーグの盗塁王を獲得した。本人曰く、「盗塁数よりも、盗塁成功率、あるいは次の塁を貪欲に狙う走塁意識の向上をむしろ強く心掛けている」とのことである。ラミレスの方針で盗塁企図の判断が梶谷自身に委ねられた2017年には「無謀な企図を控える」との理由で以前より企図数を減らし、盗塁成功率を向上させている。
守備面では、内野手時代の一軍公式戦で、イージーミスやボーンヘッドが目立っていた。二塁手として出場していた2013年4月9日の対広島東洋カープ戦（横浜）では、3回表二死満塁の場面で大竹寛が放ったゴロを処理した遊撃手の石川雄洋が封殺を狙って二塁へ送球。梶谷がベースカバーに入らず一塁方向へ走っていたため、石川は慌てて一塁への送球に切り替えたが、内野安打になったばかりか2人の走者の本塁生還を許した。このプレーが原因で、梶谷は試合後に中畑から二軍への降格を告げられた。外野手へのコンバート後は、守備力の総合指標であるUZRでリーグトップの数値を示すシーズンがあるほど、高い守備力を発揮している。

## 人物・エピソード
愛称は「カジ」、「蒼い韋駄天（DeNA時代）」。
開星高等学校時代に監督として梶谷を指導した野々村直通は、梶谷の性格について、「私がバッティングについて『こういうふうにやれよ』と言っても、練習を見たらしていなかったりするが、プロではいろんな人の意見を聞いて自滅することも多いため、むしろよかったのでは」と語っている。
普段は感情をあまり表に出さないことから、寡黙でクールなイメージが強いと思われがちだが、根は熱い魂の持ち主であり、勝利への人一倍の執着心を併せ持つ選手であるという。それを象徴するエピソードの一つが、先述の2016年のクライマックスシリーズファイナルステージである。このCSの第1ステージ第3戦で、内海哲也から死球を受けて左手薬指を骨折して「フルスイングが難しい」状態であったが、ファイナルステージ第3戦で適時打やダイビングキャッチ、第4戦で本塁打を放つなど随所で貢献し、「打率.250（16打数4安打）、1本塁打、3打点」の成績で終えた。このときの心境について、「骨折しているのに出て、だめだったらたたかれるのは分かっていた。だから、出ると決めた以上は腹をくくって、絶対に結果を残そうと。それに球団で初めて出場するCSに出なかったら一生、後悔すると思った」「これで試合に出なかったら、内海さんに申し訳ないでしょ」と述べており、CS終了後、「俺ってけっこう根性あるんだな、と思いました。自分で自分をようやったな、と。個所によっては骨が折れてもやれるんだな、と分かりました」と振り返っている。
2015年8月18日の横浜DeNA 対 ヤクルト19回戦では5回表にヤクルト・雄平（高井雄平）のライトへの打球をフェンスに当たりながら捕球した際にフェンスの扉が開き、そのまま奥に吸い込まれるように消えたというハプニングシーンを演じている。
本人曰く「もともと本来は喜怒哀楽が激しいタイプなんです。だからこそ、一つひとつのプレーに一喜一憂しないようにしています。試合中は完全に自分を『作って』ます」「（2016年の）CSで本当は熱い人間であることを報道してくれて正直嬉しかった。本塁打を打ったときは、そりゃめちゃくちゃ嬉しいですよ」という趣旨のことを述べている。
DeNA時代の元チームメイトで自主トレを共に行っていた渡邊雄貴とは仲が良い。2016年オフに渡邊の引退が決まり、退寮した日に二人で食事に行き、梶谷は渡邊に「お前が誰よりも練習しているのはみんな知ってる。本当によく頑張った」と号泣しながら労いの言葉を掛けている。
2020年10月18日の対巨人戦7回裏無死満塁の打席で初対戦の高梨雄平から放った満塁本塁打は、チームが6点差から3点を返した直後に出たため、一塁を回る直前にベースコーチの永池恭男とのハイタッチを試みた。その弾みで一塁を踏み損ねたものの、すぐに気付いて踏み直したため、本塁打の取り消しを免れた。試合後に語ったところによれば、「『永池コーチとハイタッチしよう』と思ったんですけど、思った以上に（永池との距離が）遠くて（一塁を踏み損ねました）」という。

## 詳細情報

### 年度別打撃成績
| 年 度      | 球 団      | 試 合 | 打 席 | 打 数 | 得 点 | 安 打 | 二 塁 打 | 三 塁 打 | 本 塁 打 | 塁 打 | 打 点 | 盗 塁 | 盗 塁 死 | 犠 打 | 犠 飛 | 四 球 | 敬 遠 | 死 球 | 三 振 | 併 殺 打 | 打 率 | 出 塁 率 | 長 打 率 | O P S |
| ---------- | ---------- | ----- | ----- | ----- | ----- | ----- | -------- | -------- | -------- | ----- | ----- | ----- | -------- | ----- | ----- | ----- | ----- | ----- | ----- | -------- | ----- | -------- | -------- | ----- |
| 2009       | 横浜 DeNA  | 22    | 44    | 39    | 4     | 5     | 1        | 0        | 1        | 9     | 2     | 1     | 0        | 4     | 0     | 1     | 0     | 0     | 10    | 0        | .128  | .150     | .231     | .381  |
| 2010       | 横浜 DeNA  | 5     | 4     | 4     | 0     | 0     | 0        | 0        | 0        | 0     | 0     | 0     | 1        | 0     | 0     | 0     | 0     | 0     | 3     | 0        | .000  | .000     | .000     | .000  |
| 2012       | 横浜 DeNA  | 80    | 252   | 223   | 17    | 40    | 5        | 3        | 2        | 57    | 11    | 5     | 8        | 7     | 0     | 21    | 0     | 1     | 61    | 4        | .179  | .253     | .256     | .509  |
| 2013       | 横浜 DeNA  | 77    | 287   | 254   | 59    | 88    | 17       | 4        | 16       | 161   | 44    | 7     | 4        | 4     | 0     | 27    | 1     | 2     | 60    | 6        | .346  | .413     | .634     | 1.047 |
| 2014       | 横浜 DeNA  | 142   | 609   | 525   | 76    | 138   | 26       | 9        | 16       | 230   | 72    | 39    | 8        | 3     | 4     | 70    | 5     | 7     | 135   | 12       | .263  | .355     | .438     | .793  |
| 2015       | 横浜 DeNA  | 134   | 578   | 520   | 70    | 143   | 35       | 2        | 13       | 221   | 66    | 28    | 13       | 2     | 2     | 54    | 0     | 0     | 132   | 4        | .275  | .342     | .425     | .767  |
| 2016       | 横浜 DeNA  | 107   | 450   | 396   | 69    | 108   | 20       | 4        | 18       | 190   | 56    | 26    | 7        | 1     | 0     | 49    | 0     | 4     | 110   | 2        | .273  | .359     | .480     | .839  |
| 2017       | 横浜 DeNA  | 137   | 578   | 511   | 83    | 124   | 27       | 2        | 21       | 218   | 60    | 21    | 3        | 0     | 2     | 62    | 2     | 3     | 157   | 10       | .243  | .327     | .427     | .754  |
| 2018       | 横浜 DeNA  | 41    | 137   | 127   | 21    | 34    | 8        | 0        | 8        | 66    | 18    | 5     | 2        | 0     | 0     | 8     | 0     | 2     | 21    | 1        | .268  | .321     | .520     | .841  |
| 2019       | 横浜 DeNA  | 41    | 110   | 93    | 13    | 20    | 5        | 0        | 5        | 40    | 15    | 3     | 0        | 1     | 0     | 16    | 1     | 0     | 20    | 1        | .215  | .330     | .430     | .760  |
| 2020       | 横浜 DeNA  | 109   | 482   | 433   | 88    | 140   | 29       | 1        | 19       | 228   | 53    | 14    | 8        | 1     | 2     | 45    | 3     | 1     | 85    | 4        | .323  | .387     | .527     | .913  |
| 2021       | 巨人       | 61    | 246   | 227   | 31    | 64    | 10       | 1        | 4        | 88    | 23    | 11    | 8        | 0     | 1     | 15    | 0     | 3     | 40    | 2        | .282  | .333     | .388     | .721  |
| 2023       | 巨人       | 102   | 291   | 265   | 26    | 73    | 8        | 0        | 2        | 87    | 19    | 2     | 2        | 6     | 0     | 17    | 0     | 3     | 45    | 2        | .275  | .326     | .328     | .655  |
| 2024       | 巨人       | 6     | 17    | 16    | 2     | 3     | 0        | 0        | 1        | 6     | 2     | 0     | 0        | 0     | 0     | 1     | 0     | 0     | 4     | 1        | .188  | .235     | .375     | .610  |
| 通算：14年 | 通算：14年 | 1064  | 4085  | 3633  | 559   | 980   | 191      | 26       | 126      | 1601  | 441   | 162   | 64       | 29    | 11    | 386   | 12    | 26    | 883   | 49       | .270  | .343     | .441     | .784  |

- 2024年度シーズン終了時
- 各年度の太字はリーグ最高
- 横浜（横浜ベイスターズ）は、2012年にDeNA（横浜DeNAベイスターズ）へ球団名変更

### 年度別守備成績
| 年 度 | 球 団     | 二塁  | 二塁  | 二塁  | 二塁  | 二塁  | 二塁     | 三塁  | 三塁  | 三塁  | 三塁  | 三塁  | 三塁     | 遊撃  | 遊撃  | 遊撃  | 遊撃  | 遊撃  | 遊撃     | 外野  | 外野  | 外野  | 外野  | 外野  | 外野     |
| 年 度 | 球 団     | 試 合 | 刺 殺 | 補 殺 | 失 策 | 併 殺 | 守 備 率 | 試 合 | 刺 殺 | 補 殺 | 失 策 | 併 殺 | 守 備 率 | 試 合 | 刺 殺 | 補 殺 | 失 策 | 併 殺 | 守 備 率 | 試 合 | 刺 殺 | 補 殺 | 失 策 | 併 殺 | 守 備 率 |
| ----- | --------- | ----- | ----- | ----- | ----- | ----- | -------- | ----- | ----- | ----- | ----- | ----- | -------- | ----- | ----- | ----- | ----- | ----- | -------- | ----- | ----- | ----- | ----- | ----- | -------- |
| 2009  | 横浜 DeNA | 14    | 13    | 41    | 2     | 6     | .964     | -     | -     | -     | -     | -     | -        | -     | -     | -     | -     | -     | -        | -     | -     | -     | -     | -     | -        |
| 2012  | 横浜 DeNA | -     | -     | -     | -     | -     | -        | 1     | 1     | 1     | 0     | 0     | 1.000    | 75    | 90    | 183   | 10    | 28    | .965     | -     | -     | -     | -     | -     | -        |
| 2013  | 横浜 DeNA | 3     | 4     | 4     | 0     | 1     | 1.000    | 7     | 4     | 8     | 0     | 0     | 1.000    | 62    | 91    | 167   | 10    | 36    | .963     | -     | -     | -     | -     | -     | -        |
| 2014  | 横浜 DeNA | -     | -     | -     | -     | -     | -        | -     | -     | -     | -     | -     | -        | -     | -     | -     | -     | -     | -        | 136   | 303   | 8     | 6     | 2     | .981     |
| 2015  | 横浜 DeNA | -     | -     | -     | -     | -     | -        | -     | -     | -     | -     | -     | -        | -     | -     | -     | -     | -     | -        | 133   | 244   | 8     | 2     | 3     | .992     |
| 2016  | 横浜 DeNA | -     | -     | -     | -     | -     | -        | -     | -     | -     | -     | -     | -        | -     | -     | -     | -     | -     | -        | 104   | 182   | 4     | 4     | 1     | .979     |
| 2017  | 横浜 DeNA | -     | -     | -     | -     | -     | -        | -     | -     | -     | -     | -     | -        | -     | -     | -     | -     | -     | -        | 135   | 218   | 4     | 1     | 2     | .996     |
| 2018  | 横浜 DeNA | -     | -     | -     | -     | -     | -        | -     | -     | -     | -     | -     | -        | -     | -     | -     | -     | -     | -        | 33    | 45    | 0     | 0     | 0     | 1.000    |
| 2019  | 横浜 DeNA | -     | -     | -     | -     | -     | -        | -     | -     | -     | -     | -     | -        | -     | -     | -     | -     | -     | -        | 27    | 41    | 2     | 0     | 1     | 1.000    |
| 2020  | 横浜 DeNA | -     | -     | -     | -     | -     | -        | -     | -     | -     | -     | -     | -        | -     | -     | -     | -     | -     | -        | 107   | 171   | 0     | 2     | 0     | .988     |
| 2021  | 巨人      | -     | -     | -     | -     | -     | -        | -     | -     | -     | -     | -     | -        | -     | -     | -     | -     | -     | -        | 60    | 96    | 2     | 1     | 0     | .990     |
| 2023  | 巨人      | -     | -     | -     | -     | -     | -        | -     | -     | -     | -     | -     | -        | -     | -     | -     | -     | -     | -        | 83    | 94    | 2     | 0     | 0     | 1.000    |
| 2024  | 巨人      | -     | -     | -     | -     | -     | -        | -     | -     | -     | -     | -     | -        | -     | -     | -     | -     | -     | -        | 4     | 9     | 1     | 0     | 1     | 1.000    |
| 通算  | 通算      | 17    | 17    | 45    | 2     | 7     | .969     | 8     | 5     | 9     | 0     | 0     | 1.000    | 137   | 181   | 350   | 20    | 64    | .965     | 822   | 1403  | 31    | 16    | 10    | .989     |

- 2024年度シーズン終了時
- 各年度の太字はリーグ最高

### タイトル
- 盗塁王：1回（2014年）

### 表彰
- 月間MVP：2回（打者部門：2015年3・4月[92]、2020年9月[93]）
- オールスターゲーム敢闘選手賞：1回（2015年第2戦）

### 記録
初記録
- 初出場：2009年4月9日、対読売ジャイアンツ3回戦（横浜スタジアム）、9回表に仁志敏久に代わり二塁手で出場
- 初打席：2009年4月11日、対東京ヤクルトスワローズ2回戦（横浜スタジアム）、9回裏に野口寿浩の代打で出場、林昌勇から中飛
- 初先発出場：2009年4月26日、対東京ヤクルトスワローズ5回戦（明治神宮野球場）、「2番・二塁手」で先発出場
- 初安打：同上、4回表に松岡健一から中前安打
- 初盗塁：同上、9回表に二盗（投手：林昌勇、捕手：相川亮二）
- 初本塁打・初打点：2009年4月30日、対阪神タイガース6回戦（阪神甲子園球場）、5回表に久保康友から右越2ラン

節目の記録
- 100本塁打：2019年9月19日、対広島東洋カープ25回戦（横浜スタジアム）、6回裏に齋藤俊介の代打で出場、九里亜蓮から右越満塁 ※史上296人目
- 1000試合出場：2023年7月5日、対中日ドラゴンズ13回戦（バンテリンドーム ナゴヤ）、「6番・左翼手」で先発出場 ※史上521人目[94]

その他の記録
- 月間31得点：2013年8月 ※球団記録、セ・リーグ2位タイ、史上4人目
- 2試合連続先頭打者本塁打：2014年9月10日、対東京ヤクルトスワローズ20回戦（横浜スタジアム）～2014年9月11日、対東京ヤクルトスワローズ21回戦（横浜スタジアム） ※球団記録タイ、史上31人目
- オールスターゲーム出場：1回（2015年）

### 背番号
- 63（2007年 - 2013年）
- 3（2014年 - 2020年）
- 13（2021年 - 2022年、2023年3月24日 - 2024年）
- 005（2023年 - 同年3月23日）

### 登場曲
- 「Sad To Say」Jasmine（2009年）
- 「Tell You」0 Soul 7（2010年）
- 「仲間」ケツメイシ（2011年 - 2012年）
- 「マジありがとう」LGYankees feat. 吉見一星（2013年 - 2014年）
- 「3090～愛のうた～」LGMonkees（2014年）
- 「Way Back Home」SHAUN（2019年）
- 「FAMILY」A.F.R.O.（2015年 - ）
- 「Life Goes On」導楽（2016年 - ）
- 「Can't Hold Us feat. Ray Dalton」Macklemore & Ryan Lewis（2016年、2020年 - 2021年）
- 「Travesuras」Nicky Jam（2020年）
- 「Hall of Fame feat. will.i.am」The Script（2021年）
- 「Glorious feat. Skylar Grey」Macklemore（2023年 - ）